# Стрибки у воду на Чемпіонаті світу з водних видів спорту 2017 — синхронний трамплін, 3 метри (чоловіки)
Змагання зі стрибків у воду з триметрового синхронного трампліна серед чоловіків на Чемпіонаті світу з водних видів спорту 2017 відбулись 15 липня.

## Результати
Попередній раунд відбувся о 10:00.
Зеленим позначено фіналістів
| Місце | Країна          | Стрибуни                            | Попередній раунд | Попередній раунд | Фінал            | Фінал            |
| Місце | Країна          | Стрибуни                            | Очки             | Місце            | Очки             | Місце            |
| ----- | --------------- | ----------------------------------- | ---------------- | ---------------- | ---------------- | ---------------- |
| 1     | Росія           | Євген Кузнецов Ілля Захаров         | 436.86           | 2                | 450.30           | 1                |
| 2     | Китай           | Цао Юань Сє Сиї                     | 438.84           | 1                | 443.40           | 2                |
| 3     | Україна         | Олег Колодій Ілля Кваша             | 398.91           | 6                | 429.99           | 3                |
| 4     | Велика Британія | Джек Лафер Кріс Мірс                | 401.88           | 5                | 418.20           | 4                |
| 5     | Німеччина       | Штефан Фек Патрік Гаусдінґ          | 397.65           | 7                | 415.35           | 5                |
| 6     | США             | Сем Дорман Майкл Гіксон             | 410.10           | 3                | 409.05           | 6                |
| 7     | Мексика         | Родріго Дієго Лопес Адан Суньїга    | 383.88           | 10               | 397.17           | 7                |
| 8     | Південна Корея  | Кім Йон Нам У Ха Рам                | 378.75           | 8                | 396.90           | 8                |
| 9     | Канада          | Філіпп Ганьє Франсуа Імбо-Дюлак     | 404.43           | 4                | 390.06           | 9                |
| 10    | Малайзія        | Чев Ївей Цзи Лян Оой                | 384.69           | 9                | 370.77           | 10               |
| 11    | Італія          | Габріеле Аубер Лоренцо Марсалья     | 374.40           | 12               | 368.64           | 11               |
| 12    | Австралія       | Меттью Картер Кевін Чавез           | 377.91           | 11               | 357.33           | 12               |
| 13    | Іспанія         | Ніколас Гарсія Ектор Гарсія         | 372.30           | 13               | Завершили виступ | Завершили виступ |
| 14    | Швейцарія       | Ґійом Дютуа Сімон Рікгофф           | 369.45           | 14               | Завершили виступ | Завершили виступ |
| 15    | Польща          | Кацпер Лесяк Анджей Жешутек         | 351.93           | 15               | Завершили виступ | Завершили виступ |
| 16    | Білорусь        | Євгеній Корольов Микита Ткачов      | 341.01           | 16               | Завершили виступ | Завершили виступ |
| 17    | Сінгапур        | Марк Лі Тімоті Лі                   | 335.52           | 17               | Завершили виступ | Завершили виступ |
| 18    | Колумбія        | Алехандро Аріас Себастьян Моралес   | 326.79           | 18               | Завершили виступ | Завершили виступ |
| 19    | Грузія          | Сандро Мелікідзе Торніке Онікашвілі | 316.14           | 19               | Завершили виступ | Завершили виступ |
| 20    | Чилі            | Дієго Каркін Донато Неглія          | 295.23           | 20               | Завершили виступ | Завершили виступ |
| 21    | Макао           | Лей Вай Шин Лен Кам Чен             | 274.17           | 21               | Завершили виступ | Завершили виступ |